# Gnophos hypotaenia
Gnophos hypotaenia là một loài bướm đêm trong họ Geometridae.